# Фридрих Карл Лудвиг (Шлезвиг-Холщайн-Зондербург-Бек)
Фридрих Карл Лудвиг фон Шлезвиг-Холщайн-Зондербург-Бек (на немски: Friedrich Karl Ludwig von Schleswig-Holstein-Sonderburg-Beck; * 20 август 1757, Кьонигсберг, Прусия; † 25 март 1816, чифлик Велингсбютел при Хамбург) е от 1775 до 1816 г. последният херцог на Шлезвиг-Холщайн-Зондербург-Бек, също пруски, руски и датски генерал-лейтенант. Дядо е на датския крал Кристиан IX.

## Живот
Той е единственият син на херцог Карл Антон Август фон Шлезвиг-Холщайн-Зондербург-Бек (1727 – 1759), и съпругата му бургграфиня и графиня Шарлота фон Дона-Лайстенау (1738 – 1786).
След ранната смърт на баща му Фридрих Карл Лудвиг расте при баба си Дона, родена принцеса от Холщайн-Бек в Кьонигсберг. През 1775 г. той иска да посети дядо си Петер Август фон Шлезвиг-Холщайн-Зондербург-Бек (1697 – 1775), който е губернатор на Естония и има най-добри контакти с руския двор. Там той иска да започне военна служба. Дядо му обаче умира през февруари 1775 г. По заповед на пруския крал Фридрих II той отива от 10 юни 1775 г. във френската военна академия в Мец. През 1777 г. Фридрих Карл Лудвиг става майор на пруската войска в Стендал, участва в Баварската наследствена война. След това е най-младият щабен офицер.
Фридрих Карл Лудвиг се жени в Кьонигсберг на 9 март 1780 г. за графиня Фридерика Амалия фон Шлибен (* 28 февруари 1757, Кьонигсберг; † 17 декември 1827, Шлезвиг), дъщеря на граф Карл Леополд фон Шлибен, пруски военен министър (1769 – 1772), и съпругата му графиня Мария Елеонора фон Лендорф (1723 – 1788), дъщеря на граф Ернст Ахасвер фон Лендорф (1688 – 1727), господар на Щайнорт, и Мария Луиза Хенриета фон Валенродт (1697 – 1773).
На 14 септември 1781 г. той е полковник-лейтенант и иска да управлява имотите си. Новият пруски крал Фридрих Вилхелм II го взема на 30 декември 1786 г. като полковник обратно и през 1789 г. става генерал-майор. През 1795 г. той е командир на Кракау и генерал-лейтенант. През 1797 г. напуска отново и става генерал-лейтенант и командир на Павловския гренадирски полк на руска служба. През 1798 г. напуска и започва да следва в Лайпциг – физика, математика и химия. От 1800 г. Фридрих Карл Лудвиг отново е в имението си Гут Линденау в Източна Прусия. През 1808 г. е депутат на източнопруските съсловия.
През 1810 г. той посещава син си в Копенхаген, който е на датска служба, където кралят го номинира на генерал-лейтенант и му дава имението Гут Велингсбутел при Хамбург. Там живее през последните си години. Той умира на 25 март 1816 г. на 58 г. във Велингсбютел. Наследен е от сина му Фридрих Вилхелм.

## Деца
Фридрих Карл Лудвиг и Фридерика Амалия фон Шлибен имат децата:
- Фридерика (* 13 декември 1780; † 19 януари 1862), омъжена 1800 г. за фрайхер Самуел фон Рихтхофен (1769 – 1808)
- Луиза (* 28 септември 1783; † 24 ноември 1803), омъжена на 20 август 1803 г. в Линденау за херцог Фридрих Фердинанд фон Анхалт-Кьотен (1769 – 1830), син на княз Фридрих Ердман фон Анхалт-Кьотен-Плес
- Фридрих Вилхелм (* 4 януари 1785; † 17 февруари 1831), херцог на Шлезвиг-Холщайн-Зондербург-Глюксбург, женен на 26 януари 1810 г. в Готорф за принцеса Луиза Каролина фон Хесен-Касел (1789 – 1867), дъщеря на ландграф Карл фон Хесен-Касел (1744 – 1836) и принцеса Луиза Датска (1750-1831), дъщеря на датския крал Фредерик V. Баща на Кристиан IX, крал на Дания (1863 – 1906).